# Saint-Grégoire (Québec)
Pour les articles homonymes, voir Saint-Grégoire.
Saint-Grégoire est un secteur de la ville de Bécancour (Québec, Canada) dont elle constitue la partie la plus à l'ouest. Elle est traversée par les autoroutes 55 et 30 ainsi que par la route 132. L'église Saint-Grégoire-le-Grand de Bécancour, lieu de rassemblement pour plusieurs évènements comme des mariages ou des funérailles, a été reconnue comme immeuble patrimonial en 1957 et est considéré pour plusieurs habitants le cœur de la communauté. 

## Historique
De nombreux Acadiens déportés de Beaubassin en 1755 s'établirent dans la région de Bécancour à partir de 1758. Ils fondèrent le village de Sainte-Marguerite, aujourd'hui Saint-Grégoire. Vu l'importance de la communauté, la paroisse fut érigée canoniquement en 1802 et l'église fut construite de 1803 à 1806.
La municipalité de Saint-Grégoire-le-Grand a été constituée sur le territoire de la paroisse en 1855, et le village de Larochelle s'en est détaché en 1863. Ces deux municipalités ont été fusionnées à la ville de Bécancour en 1965, et constituent aujourd'hui le secteur Saint-Grégoire.